# 错点鸳鸯·戏点鸳鸯
《错点鸳鸯·戏点鸳鸯》（英语：The Wrong Couple Peking Opera），又名《错、戏点鸳鸯》；顾名思义，分上、下兩部：《錯點鴛鴦》、《戲點鴛鴦》；台灣片名：《戲點鴛鴦》；2012年中国大陆古装爱情剧；改编自台湾著名作家席绢的小说《交错时光的爱恋》、《戲點鴛鴦》，由谭锐铭、寇占文执导，赵丽颖、戚迹、韩栋、周放领衔主演。

## 播出时间
| 頻道                              | 所在地   | 播映日期      | 播出時間                 | 備註         |
| 青海西宁新闻频道 青海西宁生活频道 | 中国大陆 | 2012年9月18日 |                          | 地面首轮     |
| 中視主頻 中視HD台                 | 臺灣     | 2013年11月7日 | 周一至周五 20:00 - 22:00 |              |
| 东南卫视/四川卫视                 | 中国大陆 | 2014年2月20日 |                          | 上星首轮     |
| 深圳卫视                          | 中国大陆 | 2014年3月8日  |                          | 日间重播     |
| 新電視                            | 泰國     | 2015年6月21日 | 週六-週日17:00-19:00     |              |
| 湖南卫视                          | 中国大陆 | 2019年1月12日 | 白天8:15 - 14:00         | 偶像独播剧场 |

## 剧情
北宋中期，奸商蘇光平想要謀取傲龍堡主人石無忌的財產，提出聯姻要求。一直懷疑蘇光平和二十年前的滅門血案有關的石無忌挑選了蘇家庶出女兒蘇幻兒作為聯姻對象。蘇幻兒逃婚時跌落懸崖。為了陰謀能夠順利進行，蘇光平威逼長得與幻兒十分相似的私生女楊意柳代嫁。純真機敏、個性好強的楊意柳在石家受盡冷眼、奚落，卻在宵小來襲時救了石家四小姐石無暇，并巧妙化解了石家三少爺石無介的心結。楊意柳不知不覺間給冰冷的石家帶來溫暖，更融化了石無忌和二弟石無痕的心。石無忌終於將蘇幻兒當做妻子看待，這時石無忌的紅颜知己馬仙梅來到石家要求和幻兒共侍一夫。蘇幻兒不但向石无忌證明了自己的真心，也捍衛了自己的家庭。最終贏得信任的她與石家兄弟一起，破壞蘇光平的陰謀，查清當年血案的真相。

## 演出
| 演员   | 角色          | 备注 |
| 赵丽颖 | 楊意柳        | 奸商苏光平之女，嫁给石无忌。傲龍堡大夫人。 |
| 赵丽颖 | 苏幻儿        | 奸商苏光平之女，因逃婚失足跌崖，生死未卜。 |
| 戚迹   | 石无忌        | 傲龙堡大堡主，石家四兄妹老大，娶了苏幻儿（楊意柳）。 |
| 韩栋   | 石无痕        | 傲龙堡二堡主，人稱玉面諸葛，起初喜歡楊意柳，後遇到真愛梁玉石，娶了梁玉石。 |
| 周放   | 梁玉石        | 起初假扮男裝，经过苏幻儿撮合，嫁给石无痕，是石無痕的最愛。 |
| 郭冬冬 | 石无介        | 傲龙堡三堡主，不怕困難、不惜代价地幫助和保护秦秋雨，最後娶了秦秋雨。 |
| 叶祖新 | 冷刚          | 名医，经过苏幻儿撮合，娶了石无暇。 |
| 宋轶   | 秦秋雨        | 萬花樓身價最高的名伎，起初投靠慕容复，後被楊意柳贖身并找到真愛，嫁给石无介。 |
| 郑茜   | 石无暇        | 傲龙堡大小姐，嫁给冷刚。 |
| 黄龄   | 小青          | 乳娘之女，嫁给丁墨白。 |
| 段昊辰 | 丁墨白        | 渔夫之子，為人勤奮，真心喜歡小青，考上狀元，便娶小青為妻。 |
| 马文龙 | 慕容复        | 傲嬌型的腹黑男，原本假借秦秋雨尋親而欲利用之，卻不知自己已陷入愛河。最後與紫君產生情愫，一起守護慕容家的家業。 |
| 王琛   | 紫君          | 雌雄大盗之一，后为慕容复效力。因近水樓台，爱上慕容复，經常關心他。最后与慕容复一起守護家業。 |
| 杨梓墨 | 马仙梅        | 花魁，石無忌的紅颜知己，曾幫助石無忌數次，一度妄想當石家大夫人；綁架楊意柳，試圖強迫意柳喝掉自己與巫婆交易的失憶藥，和巫婆的交換條件是自己最珍惜的東西，而她最珍惜的東西就是自己的臉（她已不介意毀掉自己的容貌）。最後楊意柳被石無忌救出，她自己喝掉了失憶藥，離開了所有人，去了一個無人知晓的地方。 |
| 李建义 | 苏光平        | 苏幻儿及杨意柳的父亲。本名苏有為，害死表姐和表姐夫。最后因貪心不足而洩底，被白师爷所殺。 |
| 戴春荣 | 苏太太        | 苏家大夫人。 |
| 王璐瑶 | 金夫人/杨丽娘 | 遼國人，杨意柳生母，曾經是蘇光平的妻子，後離開蘇光平，嫁給了遼國的大將軍，是耶律豪的嬸母。 |
| 范玮   | 耶律豪        | 遼國人，金夫人侄子，曾經與蘇光平勾結。 |
| 寇占文 | 耶律朮        | 金夫人的丈夫，遼国大將。 |
| 李青青 | 王妈妈        | 窟鬼茶坊的主人，曾經因賭博失去茶坊，後得到楊意柳的幫助與金夫人賭博，賭贏了金夫人，取回茶坊。 |
| 韩月乔 | 乳娘          | 与冷管家一起抚养石家四兄妹长大，曾希望自己的女兒小青可以嫁給石無忌做二房，後隨同女兒小青和女婿丁墨白一家而去。 |
| 郝光   | 朱炳金        | 贪官，做过很多喪盡天良的事，滅門石家和梁家的真正兇手（《戲點鴛鴦》才會揭曉）。 |
| 尹明   | 白师爷        | 為人好色，聽令朱炳金辦事，最後要被朱炳金殺害時，臨陣倒戈投靠傲龍堡。 |
| 杨耀天 | 慕容盛        | 慕容复堂兄。 |
| 陈创   | 紫隽王爷      | 三贤王，楊意柳的同鄉，與傲龍堡的人交情很好；本應繼承皇权，後不希望坐上沾滿鮮血的皇位，假装被殺，傳位給二皇子；回杭州老宅居住，隱姓埋名。 |
| 杨宝龙 | 冷自扬        | 石家总管，後與蘇幻兒生母玉娘（五夫人）結為夫妻。 |
| 鹿潇桐 | 玉娘          | 苏家五夫人，真苏幻儿的生母，之後離開蘇光平，嫁給石家總管。 |
| 孙岚   | 赛牡丹        | 万花楼老鸨，當秦秋雨是搖錢樹。 |
| 郝姗姗 | 王秀清        | 牧场总管之女，孩子氣，喜歡缠着石無痕玩耍，也曾误以為梁玉石是男子而愛上她。 |
| 李盼   | 小宜          | 苏家女仆，假蘇幻兒（楊意柳）的陪嫁丫環。 |
| 任學海 | 梁文生        | 梁玉石的父親，一直让梁玉石女扮男裝；與石家是世交，是一名忠臣，遭朱炳金陷害，被認為是欺君罔上，最後服食砒霜死亡。 |
| 鐘鑫培 | 蘇府管家      | 蘇府管家，最後蘇家解散時離開。 |

## 電視劇歌曲
| 曲序 | 曲目               |        | 作曲 | 演唱 |
| ---- | ------------------ | ------ | ---- | ---- |
| 1.   | 彼岸流觞（片头曲） | 趙心語 | 天嘯 | 王健 |
| 2.   | 忘尘（片尾曲）     | 趙心語 | 天嘯 | 黄龄 |

## 收視率

### 台灣中視首播收視率
| 播映日期                 | 週數 | 集數  | 週平均收視率 | 排名 | 備註                                                            |
| 2013年11月7日－11月8日   | 1    | 1-2   | 0.81         | 4    | (錯點鴛鴦11/07開始播) 11/7收視率0.68 11/8收視率0.94             |
| 2013年11月11日－11月15日 | 2    | 3-7   | 0.94         | 3    | 11/11收視率0.91 11/12收視率1.01 11/13收視率0.94 11/14收視率0.96 |
| 2013年11月18日－11月21日 | 3    | 8-11  | 0.94         | 5    |                                                                 |
| 2013年11月22日           | 3    | 12    | 0.96         | 4    | (戲點鴛鴦11/22開始播) 11/22收視率0.96                           |
| 2013年11月25日－11月29日 | 4    | 13-17 | 0.99         | 3    |                                                                 |
| 2013年12月2日－12月6日   | 5    | 18-22 | 0.99         | 3    |                                                                 |

- 同時段節目：
  - 三立：
    - 三立台灣台《天下女人心／世間情》
    - 三立都會台《有愛一家人》

  - 台視：
    - 週一~週四《幸福蒲公英／結婚好嗎？／活佛济公第三部》
    - 週五《金牌麥克風》

  - 民視《風水世家》
  - 華視《花非花霧非霧／隋唐演義》
  - 大愛《心願／逆光真愛》
- 由AGB尼爾森調查，調查範圍是四歲以上收看電視之觀眾。
- 資料來源：中時娛樂、凱絡媒體週報

## 作品的變遷
| 中視主頻、中視HD台 每週一至週五 20:00 - 22:00 | 中視主頻、中視HD台 每週一至週五 20:00 - 22:00                         | 中視主頻、中視HD台 每週一至週五 20:00 - 22:00 |
| --------------------------------------------- | --------------------------------------------------------------------- | --------------------------------------------- |
|                                               | 錯點鴛鴦 (2013.11.07 - 2013.11.21) 戲點鴛鴦 (2013.11.22 - 2013.12.06) |                                               |
| 精忠岳飛 （2013.09.23 - 2013.11.06）          | 后宮美人計 (2013.12.09 - 2013.12.30)                                    |                                               |